# Sudan Airways
Sudan Airways (الخطوط الجوية السودانية) – sudańskie narodowe linie lotnicze, z siedzibą w Chartumie.

## Porty docelowe

### Afryka
- Czad
  - Ndżamena (Port lotniczy Ndżamena)
- Sudan
  - Al-Faszir (Port lotniczy Al-Faszir)
  - Al-Ubajjid (Port lotniczy Al-Ubajjid)
  - Dongola (Port lotniczy Dongola)
  - Chartum (Port lotniczy Chartum)
  - Nijala (Port lotniczy Nijala)
  - Port Sudan (Port lotniczy Port Sudan)
  - Wadi Halfa (Port lotniczy Wadi Halfa)
- Egipt
  - Kair (Port lotniczy Kair)
- Erytrea
  - Asmara (Port lotniczy Asmara)
- Etiopia
  - Addis Abeba (Port lotniczy Addis Abeba)
- Libia
  - Trypolis (Port lotniczy Trypolis)
- Kenia
  - Nairobi (Port lotniczy Jomo Kenyatta)
- Niger
  - Niamey (Port lotniczy Niamey)
- Nigeria
  - Kano (Port lotniczy Kano)
- Republika Środkowoafrykańska
  - Bangi (Port lotniczy Bangi)
- Sudan Południowy
  - Dżuba (Port lotniczy Dżuba)
  - Malakal (Port lotniczy Malakal)
- Uganda
  - Entebbe (Port lotniczy Entebbe)

### Azja
- Arabia Saudyjska
  - Dżudda (Port lotniczy Dżudda)
  - Rijad (Port lotniczy Rijad)
- Jordania
  - Amman (Port lotniczy Amman)
- Liban
  - Bejrut (Port lotniczy Bejrut)
- Katar
  - Doha (Port lotniczy Doha)
- Oman
  - Maskat (Port lotniczy Maskat)
- Syria
  - Damaszek (Port lotniczy Damaszek)
- Zjednoczone Emiraty Arabskie
  - Abu Zabi (Port lotniczy Abu Zabi)
  - Dubaj (Port lotniczy Dubaj)

### Europa
- Wielka Brytania
  - Londyn (Port lotniczy Londyn-Gatwick)
  - Londyn (Port lotniczy Londyn-Heathrow)

## Flota
- 1 Airbus A300-600
- 2 Airbus A300-600R
- 1 Airbus A310-300
- 2 Boeing 707-320C
- 4 Fokker 50